# Stichtingskosten
Investeringskosten of stichtingskosten (Nederland) zijn de som van alle kosten voor het oprichten of stichten van een bouwproject. 
Onder de stichtingskosten vallen: 
- aankoop van de bouwkavel;
- bouwkosten;
- advieskosten;
- leges;
- rentekosten;
- onvoorziene posten.

De opdrachtgever die het budget van een bouwproject beheert, heeft inzicht nodig in alle factoren die het project financieel kunnen beïnvloeden en is meestal meer geïnteresseerd in de stichtingskosten dan sec in de bouwkosten.
In het traditionele ontwerp- en bouwproces is er een duidelijke scheiding tussen ontwerp en bouw. Het ontwerp van de architect verloopt in fasen en wordt aan het eind van elke fase door de bouwkostendeskundige onderzocht op bouwkosten. Als dit binnen budget past wordt het ontwerp aanbesteed en wordt de opdracht aan de laagste inschrijver gegund.
In het afgelopen decennium is er een sterke ontwikkeling gaande in de vergroting van de bouwkolom, oftewel de geïntegreerde contractvormen (UAV-gc) en innovatieve aanbestedingsvormen (PPS), waarin de aannemer ontwerpt, bouwt en soms zelfs het onderhoud, financiert en de exploitatie voor zijn rekening neemt.
De stichtingskosten spelen bij deze ontwikkelingen een steeds prominentere rol. De opdrachtgever die een vraagspecificatie (zie ook bestek) aanbesteedt of de aannemer die een DB(FMO) (Design, Build, Finance, Maintain & Operate) opdracht uitvoert, willen in beide gevallen in een vroeg stadium volledig zicht hebben op alle kosten.